# 黃𰢕
黃（1427年—？），或作黃瑮，字玉輝，南直隸滁州全椒縣人，明朝政治人物。

## 生平
應天鄉試第八十一名舉人，天順四年（1460年）中式庚辰科會試第十六名，二甲第四十九名進士。授化州知州。歷官巡按御史，成化二年（1466年），與順天府府尹張諫互相攻訐，二人雙雙降職。黃𰢕貶官浙江常山縣縣丞。

## 家族
曾祖黃道銘；祖父黃彥彰；父黃純，江西按察司僉事，母胡氏，妻张氏，兄黄琮，璘。